# Kısmet (destin)
Pour les articles homonymes, voir Kismet.
Kısmet est un mot arabe, turc et albanais signifiant destinée, destin. 
Ce mot turc vient du persan qismat (قسمت), de l'arabe qisma (قسمة), destin, de qasama (قسم) = diviser, attribuer.